# Cucina botswana

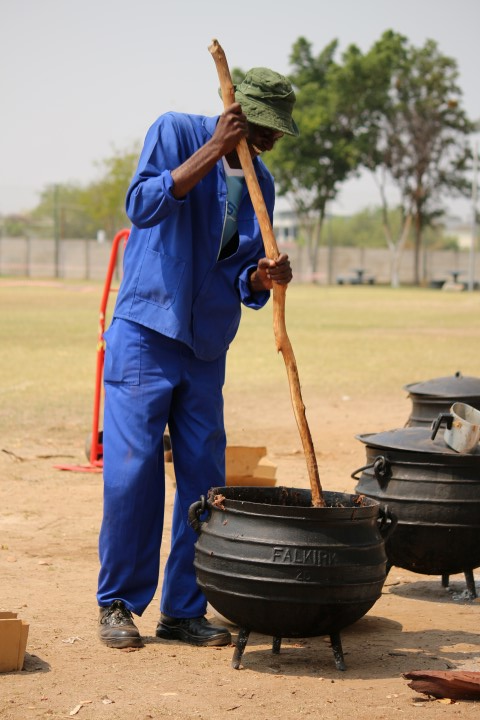
Un uomo dedito alla cucina

La cucina del Botswana comprende le abitudini culinarie dei diversi gruppi etnici che compongono il Botswana.

## Caratteristiche principali
La cucina del Botswana varia sensibilmente a seconda del gruppo etnico e dell'area che si prende in considerazione: nelle regioni del Kalahari e dell'Okavango, che storicamente non hanno mai vantato una gran tradizione agricola, la pesca e la caccia sono le principali attività che sostengono la popolazione. Tuttavia, in presenza di cospicue piogge, nelle zone più temperate del Kalahari si assiste ad una buona coltivazione di sorgo.
Il maggior alimento di sostegno del gruppo etnico dei masarwa è la selvaggina, i kalanga fanno affidamento sui loro raccolti, i bangwato sul bestiame, mentre i bianchi possono contare su denaro, pane e zucchero. I bechuana infine considerano la carne l'alimento più adatto all'uomo, mentre per le donne sono ritenuti adeguati mais e latte.
Gli alimenti che compongono la dieta del Botswana si differenziano in cibi selvatici e domestici. I primi sono diffusi soprattutto nelle aree rurali, dove la popolazione può contare su almeno 100 tipi di piante selvatiche, come tuberi, fagioli, verdure, frutta e noci. Alcuni di essi sono il morama, il mongongo, la morula, la motsinsila, la motsotsojane, la moretlwa, le radici di motlopi, la moretologa, i funghi mabowa e il sicomoro del Delta dell'Okavango. Alcune erbe come longana e la lippia javanica vengono infuse nel tè, mentre tra le verdure conservate in salamoia troviamo il rothwe e il thepe. Il cosiddetto "verme mopane" è invece un tipo di falena che tipicamente viene essiccato e venduto come snack, oppure saltato con pomodori e cipolle e affiancato a piatti come il bogobe, un porridge a base di farina di sorgo e acqua, e il paletshe, a base di farina di mais.
Se il Botswana possiede una buona tradizione nell'allevamento di bestiame, il clima arido non consente una buona attività agraria: nei periodi di siccità infatti il mais e gran parte della verdura disponibile nei negozi vengono importati dal Sudafrica e dallo Zimbabwe.

## Consuetudini

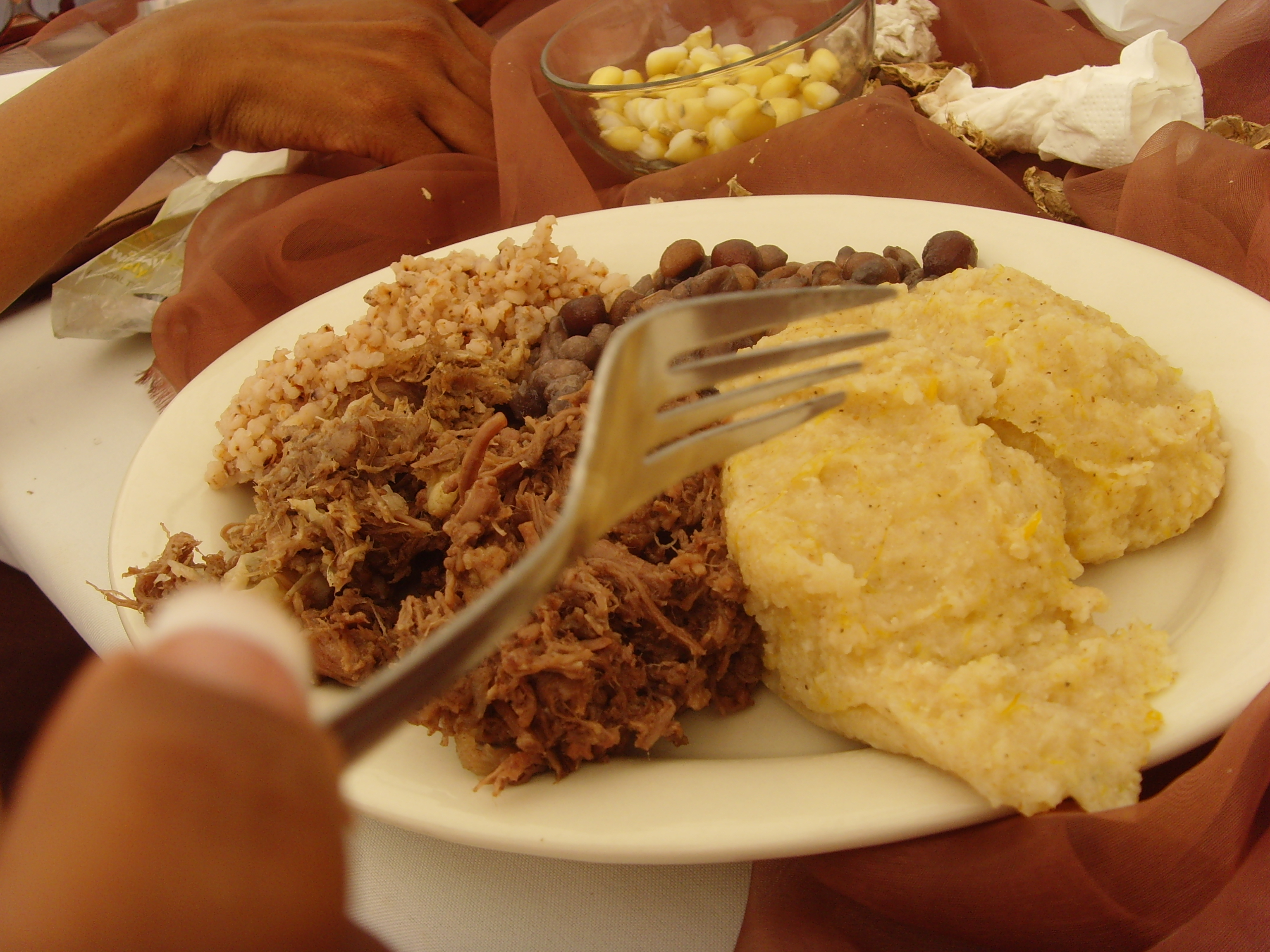
Un piatto di seswaa con bogobe

Un tradizionale pasto in Botswana comprende uno stufato di carne cotto con fagioli, arachidi e verdure, generalmente condito con spezie quali curry, peperoncini e chakalaka, ma nelle occasioni più informali la carne può anche essere arrostita all'aperto. Generalmente la padrona di casa serve una bacinella di acqua calda e un asciugamano affinché gli ospiti possano lavarsi le mani. Offrire all'ospite dell'acqua fredda è considerato un gesto di mal costume oppure un mancato gradimento dell'ospite. Successivamente vengono serviti lo stufato e le verdure, dapprima al capo famiglia, poi al resto dei commensali. Inoltre, nelle famiglie più tradizionali, il capo famiglia possiede delle posate particolari, e solitamente dà inizio ai pasti. Tra le bevande più comunemente servite vi sono vino, birra, bibite o bevande allo zenzero.
Storicamente in Botswana sono presenti diversi tabù riguardo al cibo, nonostante oggi siano poco osservati: ad esempio, alle donne è vietato mangiare carne di uccelli (cosa che agli uomini è consentita), mentre per le donne incinte è proibito bere latte fresco. Anche ai bambini sono proibiti alcuni cibi, mentre durante i matrimoni è tipico vedere soli uomini che mangiano il mokoto, un piatto di carne che comprende diversi organi.
Un'altra consuetudine consiste nel dividersi tra i familiari le parti di un animale: ad esempio al capo famiglia viene consegnato il petto, mentre al fratello della moglie la testa. Alle donne è consentito mangiare il filetto, agli uomini anziani i reni, il fegato e il feto (se l'animale era in uno stato avanzato della gravidanza), mentre coloro che hanno contribuito allo squartamento dell'animale possono ricevere le costine o altri piccoli pezzi come l'intestino. Tale usanza deriva dal noto detto bana ba motho ba kgaogana tlhogwana ("i bambini della stessa famiglia devono condividere anche la testa di una mosca"), secondo cui ogni uomo è tale grazie all'aiuto degli altri (motho ke motho ka batho).

## Piatti principali
Il bogobe e il paletshe sono dei porridge che accompagnano lo stufato di carne. Quest'ultimo viene chiamato seswaa e può comprendere carne di pollo, vitello o capra cotta con cipolle e pepe. Un piatto di origine afrikaans è il vetkoek, un impasto fritto tagliato a metà e ripieno di carne condita con curry, mentre un altro piatto di carne è il serobe, che comprende le interiora dell'animale tagliate e bollite insieme. Il biltong consiste invece in carne essiccata e solitamente viene cucinato con pomodori, patate e cipolle. Se ad esso vengono aggiunte arachidi macinate il piatto prende il nome di segwapa dobi. Il sorgo è un cereale frequente nella dieta del Botswana: può essere cucinato con la frutta oppure con il latte, dando origine in questo caso al logala. Tra i tipi di pane della zona si annoverano il matlebekwane, cotto al vapore, e il diphaphatha, una sorta di pancake.
La bevanda alcolica nazionale è il khadi, una fermentazione ottenuta dal miele, dalle bacche grewia e occasionalmente dai semi di baobab o dalla morula. Viene inoltre prodotto un locale vino di palma chiamato muchema, ottenuto dalla distillazione della linfa delle palme da dattero presenti nelle aree del Ngamiland e del Makgadikgadi. Altre bevande diffuse sono il latte, la madila (una sorta di latte acido) e la bojalwa, una birra di sorgo. Tra i dolci invece si annoverano i magwinya, delle pastelle fritte.